# Gustave Noblemaire
Pour les articles homonymes, voir Noblemaire.
Gustave Noblemaire (1832 - 1924) est un ingénieur des mines et industriel, qui a fait presque toute sa carrière dans les chemins de fer, grand-croix de la Légion d'honneur.

## Biographie
Gustave Noblemaire est le fils d'un officier. Il épouse Mathilde Deville (1843-1889) en 1863, puis sa sœur Clémence Deville (1853-1935), veuve de l'ingénieur polytechnicien Georges Dargnies (1841-1876). Il est le père du député Georges Noblemaire.
Élève de l'École polytechnique et de l'École des mines de Paris, il est nommé en 1856 ingénieur des mines dans le Midi. En 1860, proche de Talabot, il entre au PLM. En 1862, il dirige sa  filiale espagnole la Compagnie des chemins de fer du Nord de l'Espagne. En 1869, Talabot lui confie la construction des chemins de fer algériens. À partir de 1881, il lui succède à la tête de la Compagnie des chemins de fer de Paris à Lyon et à la Méditerranée, jusqu'à sa retraite en 1907.
Au début de sa carrière, en 1860, il a eu à instruire une demande de concession minière dans la région des Baux. Son rapport tomba entre les mains d'Henri Sainte-Claire Deville, qui faisait des recherches sur l'aluminium à partir d'un minerai assez rare d'Irlande et décida d'exploiter ce qu'il appela la bauxite. Par la suite, devenu proche de ce grand chimiste, Gustave Noblemaire épousa successivement deux de ses parentes, deux sœurs Deville.
Il meurt le 24 novembre 1924 en son domicile 58 rue de la Boétie dans le 8e arrondissement de Paris.
Il laisse de nombreux écrits.

## Publications
- Notice sur la vie et les travaux de Charles Didion, 1883
- Le prix de revient sur les chemins de fer et la répartition du trafic, 1887
- Les chemins de fer départementaux, 1889
- « Les Conditions du travail dans les chemins de fer », dans Revue des deux Mondes, n°7, 1902[4]
- Hommes et Choses de Chemins de fer, Imprimerie Paul Dupont, Paris, 1905[5]
- Histoire de la maison des Baux, 1913, Prix Halphen de l'Académie française

## Récompenses et distinctions

### Décorations
- Chevalier de la Légion d'honneur (1869)
- Officier de la Légion d'honneur (1881)
- Commandeur de la Légion d'honneur (1887)
- Commandeur de l'Ordre d'Isabelle la Catholique
- Commandeur de l'ordre de Charles III[6]